# Augochloropsis refulgens
Augochloropsis refulgens är en biart som först beskrevs av Smith 1861.  Augochloropsis refulgens ingår i släktet Augochloropsis och familjen vägbin. Inga underarter finns listade.